# Jalal-ud-Din Khalji
Jalal-ud-Din, död 1296, var regerande sultan av Delhi mellan 1290 och 1296.